# ESL Pro League Season 7
Die ESL Pro League Season 7 (kurz EPL Season 7) war die siebte Saison der von der ESL veranstalteten ESL Pro League. Sie startete am 13. Februar 2018 und endete mit dem Offline-Finale im Verizon Theatre in Dallas am 20. Mai 2018 mit einem Sieg von Astralis.

## Format
Es wurde zunächst auf jedem Kontinent in einer Double-Round-Robin Online-Meisterschaft um den Einzug in das Offline-Finale gespielt. Dabei nahmen die elf besten Teams der sechsten Saison teil sowie der Sieger der ESEA Premier Season 26 und zwei Teams aus der ESL Pro League Season 6-Relegation. Während der regulären Saison, spielte jedes Team zweimal in einem Best-of-one-Duell gegeneinander, wobei der Sieger drei Punkte und der Verlierer keine Punkte erhielt. Bei Gleichstand wurde das Spiel um jeweils sechs Runden verlängert, der Sieger erhielt hierbei zwei Punkte, der Verlierer einen Punkt.
Da die ESL ihre Offline-Turniere auf 16 Teilnehmer standardisieren möchte und die nordamerikanische Division einmalig nur aus zwölf Teams besteht, musste für das Finalteilnahme eine besondere Regelung gefunden werden. Es wurde entschieden, dass die europäische Division einen siebten Finalplatz bekommt, Nordamerika behält die sechs Finalplätze, zusätzlich bekommt die Asien-Pazifik-Region zwei Startplätze die in einem separaten Offline-Event in Sydney ausgespielt werden, sowie Südamerika einen Startplatz, der in der ESL Latin America League Season 1 ausgespielt wurde.

### Spielplan
Die Online-Divisionen in Europa und Nordamerika wurden in sieben Wochen, jeweils von Dienstag bis Donnerstag ausgetragen.
- Woche 1: 13. Februar – 15. Februar 2018
- Woche 2: 6. März – 8. März 2018
- Woche 3: 13. März – 15. März 2018
- Woche 4: 20. März – 22. März 2018
- Woche 5: 3. April – 5. April 2018
- Woche 6: 10. April – 12. April 2018
- Woche 7: 24. April – 26. April 2018

## Europa
Das polnische Team AGO Gaming konnte sich als Gewinner der ESEA Premier League Season 26 den direkten Aufstieg in die EPL Season 7 sichern, in der Relegation setzte sich Natus Vincere durch und bleibt damit höchstklassig, das türkische Team Space Soldiers gewann gegen Godsent und nimmt damit erstmals an der EPL teil.

### EU Tabelle
| Rang | Team | Sp. | S | S n. V. | N n. V. | N | R+ | R- | Diff. | Punkte | Preisgeld |
| --- | --- | --- | --- | --- | --- | --- | --- | --- | --- | --- | --- |
| 01. | mousesports | 26 | 16 | 2 | 0 | 8 | 371 | 319 | +52 | 52 | - |
| 02. | Ninjas in Pyjamas | 26 | 16 | 1 | 2 | 7 | 375 | 307 | +68 | 52 | - |
| 03. | Natus Vincere (R) | 26 | 15 | 3 | 0 | 8 | 364 | 306 | +58 | 51 | - |
| 04. | FaZe Clan | 26 | 15 | 0 | 2 | 9 | 349 | 311 | +38 | 47 | - |
| 05. | Space Soldiers (R) | 26 | 15 | 0 | 1 | 10 | 351 | 281 | +70 | 46 | - |
| 06. | Astralis | 26 | 13 | 2 | 2 | 9 | 371 | 316 | +55 | 45 | - |
| 07. | HellRaisers | 26 | 11 | 2 | 2 | 11 | 311 | 336 | −25 | 39 | - |
| 08. | Heroic | 26 | 10 | 4 | 1 | 11 | 320 | 358 | −38 | 39 | 18.000 $ |
| 09. | North | 26 | 11 | 2 | 0 | 13 | 317 | 340 | −23 | 37 | 17.000 $ |
| 10. | G2 Esports | 26 | 11 | 1 | 1 | 13 | 353 | 338 | +15 | 36 | 16.000 $ |
| 11. | fnatic (M) | 26 | 10 | 0 | 2 | 14 | 341 | 353 | −12 | 32 | 15.000 $ |
| 12. | Team EnVyUs | 26 | 8 | 0 | 1 | 17 | 303 | 366 | −63 | 25 | 14.000 $ |
| 13. | AGO Gaming (N) | 26 | 7 | 0 | 2 | 17 | 294 | 370 | −76 | 23 | 13.000 $ |
| 14. | Team LDLC | 26 | 5 | 2 | 3 | 16 | 274 | 393 | −119 | 22 | 12.000 $ |
| Legende:  Qualifikation für die Offline-Finals  Teilnahme an den Relegationsspielen  Absteiger in die Mountain Dew League S n.V. Sieg nach Verlängerung N n.V. Niederlage nach Verlängerung | Legende:  Qualifikation für die Offline-Finals  Teilnahme an den Relegationsspielen  Absteiger in die Mountain Dew League S n.V. Sieg nach Verlängerung N n.V. Niederlage nach Verlängerung | Legende:  Qualifikation für die Offline-Finals  Teilnahme an den Relegationsspielen  Absteiger in die Mountain Dew League S n.V. Sieg nach Verlängerung N n.V. Niederlage nach Verlängerung | (M) Meister der ESL Pro League Season 6 EU Division: fnatic (R) Teilnahme nach EPL Season 6-Relegation: Natus Vincere, Space Soldiers (N) Sieger der ESEA EU Premier Season 26: AGO Gaming | (M) Meister der ESL Pro League Season 6 EU Division: fnatic (R) Teilnahme nach EPL Season 6-Relegation: Natus Vincere, Space Soldiers (N) Sieger der ESEA EU Premier Season 26: AGO Gaming | (M) Meister der ESL Pro League Season 6 EU Division: fnatic (R) Teilnahme nach EPL Season 6-Relegation: Natus Vincere, Space Soldiers (N) Sieger der ESEA EU Premier Season 26: AGO Gaming | (M) Meister der ESL Pro League Season 6 EU Division: fnatic (R) Teilnahme nach EPL Season 6-Relegation: Natus Vincere, Space Soldiers (N) Sieger der ESEA EU Premier Season 26: AGO Gaming | (M) Meister der ESL Pro League Season 6 EU Division: fnatic (R) Teilnahme nach EPL Season 6-Relegation: Natus Vincere, Space Soldiers (N) Sieger der ESEA EU Premier Season 26: AGO Gaming | (M) Meister der ESL Pro League Season 6 EU Division: fnatic (R) Teilnahme nach EPL Season 6-Relegation: Natus Vincere, Space Soldiers (N) Sieger der ESEA EU Premier Season 26: AGO Gaming | (M) Meister der ESL Pro League Season 6 EU Division: fnatic (R) Teilnahme nach EPL Season 6-Relegation: Natus Vincere, Space Soldiers (N) Sieger der ESEA EU Premier Season 26: AGO Gaming | (M) Meister der ESL Pro League Season 6 EU Division: fnatic (R) Teilnahme nach EPL Season 6-Relegation: Natus Vincere, Space Soldiers (N) Sieger der ESEA EU Premier Season 26: AGO Gaming | (M) Meister der ESL Pro League Season 6 EU Division: fnatic (R) Teilnahme nach EPL Season 6-Relegation: Natus Vincere, Space Soldiers (N) Sieger der ESEA EU Premier Season 26: AGO Gaming |

### EU Kreuztabelle
| EU League | EU League         | North | G2 Esports | mousesports | fnatic | Natus Vincere | Team EnVyUs | FaZe Clan | Astralis | Heroic | Ninjas in Pyjamas | Team LDLC | HellRaisers | AGO Gaming | Space Soldiers |
| 1.        | North             |       | 16:13      | 8:16        | 16:11  | 16:10         | 16:14       | 8:16      | 4:16     | 6:16   | 19:15             | 11:16     | 11:16       | 16:4       | 9:16           |
| 2.        | G2 Esports        | 12:16 |            | 17:19       | 10:16  | 16:9          | 16:2        | 11:16     | 16:14    | 16:14  | 11:16             | 22:19     | 10:16       | 16:12      | 14:16          |
| 3.        | mousesports       | 13:16 | 4:16       |             | 16:11  | 16:11         | 16:11       | 16:10     | 16:9     | 14:16  | 16:8              | 19:17     | 16:4        | 16:14      | 16:14          |
| 4.        | fnatic            | 9:16  | 16:10      | 7:16        |        | 13:16         | 12:16       | 9:16      | 9:16     | 8:16   | 16:10             | 14:16     | 11:16       | 16:11      | 16:11          |
| 5.        | Natus Vincere     | 16:8  | 16:13      | 16:5        | 25:22  |               | 16:10       | 16:6      | 19:16    | 7:16   | 12:16             | 16:6      | 16:6        | 16:9       | 6:16           |
| 6.        | Team EnVyUs       | 16:3  | 8:16       | 13:16       | 11:16  | 6:16          |             | 6:16      | 16:14    | 14:16  | 16:8              | 13:16     | 10:16       | 16:13      | 5:16           |
| 7.        | FaZe Clan         | 5:16  | 16:13      | 12:16       | 5:16   | 23:25         | 5:16        |           | 14:16    | 16:9   | 14:16             | 16:9      | 16:7        | 16:11      | 16:5           |
| 8.        | Astralis          | 16:11 | 16:12      | 16:14       | 16:9   | 11:16         | 16:3        | 22:20     |          | 10:16  | 11:16             | 16:5      | 16:19       | 10:16      | 16:4           |
| 9.        | Heroic            | 16:11 | 10:16      | 5:16        | 5:16   | 14:16         | 16:13       | 8:16      | 16:14    |        | 6:16              | 19:17     | 19:15       | 16:9       | 5:16           |
| 10.       | Ninjas in Pyjamas | 16:6  | 16:12      | 16:12       | 14:16  | 16:7          | 14:16       | 16:8      | 16:8     | 16:19  |                   | 16:7      | 16:2        | 16:10      | 19:15          |
| 11.       | Team LDLC         | 6:16  | 11:16      | 13:16       | 10:16  | 6:16          | 19:16       | 12:16     | 5:16     | 19:16  | 16:10             |           | 6:16        | 2:16       | 1:16           |
| 12.       | HellRaisers       | 16:19 | 7:16       | 16:7        | 22:19  | 16:14         | 16:9        | 12:16     | 6:16     | 16:4   | 16:9              | 16:7      |             | 9:16       | 8:16           |
| 13.       | AGO Gaming        | 5:16  | 8:16       | 16:14       | 16:14  | 12:16         | 9:16        | 7:16      | 15:19    | 17:19  | 12:16             | 16:11     | 16:6        |            | 4:16           |
| 14.       | Space Soldiers    | 16:13 | 16:5       | 11:16       | 16:14  | 8:16          | 16:12       | 8:16      | 14:16    | 16:1   | 10:16             | 11:16     | 16:6        | 16:2       |                |

## Nordamerika
Da die regulär qualifizierten Teams Counter Logic Gaming und Misfits sich auflösten bzw. nicht rechtzeitig Spieler verpflichten konnten, mussten diese beiden ihre Teilnahme absagen. Auch der Sieger der ESEA Premier League Season 26 SoaR löste sich auf, der Großteil der Spieler wurde in Folge vom Team Dignitas übernommen, die nun stattdessen teilnahmen. In der Relegation setzten sich Ghost Gaming und Rogue durch und konnten damit ihren Verbleib in der EPL sichern.

### NA Tabelle
| Rang | Team | Sp. | S | S n. V. | N n. V. | N | R+ | R- | Diff. | Punkte | Preisgeld |
| --- | --- | --- | --- | --- | --- | --- | --- | --- | --- | --- | --- |
| 01. | Team Liquid | 22 | 19 | 1 | 1 | 1 | 346 | 172 | +174 | 60 | - |
| 02. | NRG eSports | 22 | 15 | 2 | 1 | 4 | 324 | 207 | +117 | 50 | - |
| 03. | OpTic Gaming (M) | 22 | 13 | 1 | 0 | 8 | 267 | 256 | +11 | 41 | - |
| 04. | Cloud 9 | 22 | 12 | 1 | 2 | 7 | 295 | 268 | +27 | 40 | - |
| 05. | Renegades | 22 | 11 | 2 | 3 | 6 | 306 | 246 | +60 | 40 | - |
| 06. | SK Gaming | 22 | 11 | 1 | 0 | 10 | 243 | 263 | −20 | 35 | - |
| 7. | Rogue (R) | 22 | 11 | 0 | 0 | 11 | 267 | 268 | −1 | 33 | 27.000 $ |
| 8. | Luminosity Gaming | 22 | 9 | 0 | 1 | 12 | 250 | 275 | −25 | 28 | 23.000 $ |
| 9. | Ghost Gaming (R) | 22 | 7 | 0 | 1 | 14 | 242 | 318 | −76 | 22 | 19.000 $ |
| 10. | compLexity | 22 | 6 | 1 | 1 | 14 | 239 | 296 | −57 | 21 | 17.500 $ |
| 11. | Splyce | 22 | 6 | 1 | 0 | 15 | 231 | 300 | −69 | 20 | 15.000 $ |
| 12. | Team Dignitas (N) | 22 | 2 | 0 | 0 | 20 | 199 | 340 | −141 | 6 | 11.500 $ |
| Legende: Qualifikation für die Offline-Finals Teilnahme an den Relegationsspielen S n.V. Sieg nach Verlängerung N n.V. Niederlage nach Verlängerung | Legende: Qualifikation für die Offline-Finals Teilnahme an den Relegationsspielen S n.V. Sieg nach Verlängerung N n.V. Niederlage nach Verlängerung | Legende: Qualifikation für die Offline-Finals Teilnahme an den Relegationsspielen S n.V. Sieg nach Verlängerung N n.V. Niederlage nach Verlängerung | (M) Meister der ESL Pro League Season 6: OpTic Gaming (R) Teilnahme nach EPL Season 6-Relegation: Ghost Gaming, Rogue (N) Sieger der ESEA NA Premier Season 26: dignitas | (M) Meister der ESL Pro League Season 6: OpTic Gaming (R) Teilnahme nach EPL Season 6-Relegation: Ghost Gaming, Rogue (N) Sieger der ESEA NA Premier Season 26: dignitas | (M) Meister der ESL Pro League Season 6: OpTic Gaming (R) Teilnahme nach EPL Season 6-Relegation: Ghost Gaming, Rogue (N) Sieger der ESEA NA Premier Season 26: dignitas | (M) Meister der ESL Pro League Season 6: OpTic Gaming (R) Teilnahme nach EPL Season 6-Relegation: Ghost Gaming, Rogue (N) Sieger der ESEA NA Premier Season 26: dignitas | (M) Meister der ESL Pro League Season 6: OpTic Gaming (R) Teilnahme nach EPL Season 6-Relegation: Ghost Gaming, Rogue (N) Sieger der ESEA NA Premier Season 26: dignitas | (M) Meister der ESL Pro League Season 6: OpTic Gaming (R) Teilnahme nach EPL Season 6-Relegation: Ghost Gaming, Rogue (N) Sieger der ESEA NA Premier Season 26: dignitas | (M) Meister der ESL Pro League Season 6: OpTic Gaming (R) Teilnahme nach EPL Season 6-Relegation: Ghost Gaming, Rogue (N) Sieger der ESEA NA Premier Season 26: dignitas | (M) Meister der ESL Pro League Season 6: OpTic Gaming (R) Teilnahme nach EPL Season 6-Relegation: Ghost Gaming, Rogue (N) Sieger der ESEA NA Premier Season 26: dignitas | (M) Meister der ESL Pro League Season 6: OpTic Gaming (R) Teilnahme nach EPL Season 6-Relegation: Ghost Gaming, Rogue (N) Sieger der ESEA NA Premier Season 26: dignitas |

### NA Kreuztabelle
| NA League | NA League         | SK Gaming | Team Liquid | Team Dignitas | NRG eSports | Cloud 9 | OpTic Gaming | Luminosity Gaming | Rogue | Renegades | Ghost Gaming | CompLexity Gaming | Splyce |
| 1.        | SK Gaming         |           | 0:16 1      | 16:4          | 4:16 2      | 7:16    | 16:13        | 16:8              | 14:16 | 19:15     | 16:8         | 6:16              | 16:11  |
| 2.        | Team Liquid       | 16:0 1    |             | 16:10         | 16:7        | 19:16   | 16:0 4       | 16:10             | 16:14 | 16:12     | 16:4         | 16:6              | 16:6   |
| 3.        | Team Dignitas     | 4:16      | 8:16        |               | 13:16       | 14:16   | 9:16         | 9:16              | 5:16  | 12:16     | 16:12        | 10:16             | 16:8   |
| 4.        | NRG eSports       | 16:10 2   | 22:20       | 16:3          |             | 16:7    | 14:16        | 16:4              | 16:9  | 5:16      | 19:17        | 16:4              | 16:9   |
| 5.        | Cloud 9           | 13:16     | 7:16        | 16:5          | 16:11       |         | 4:16         | 16:7              | 6:16  | 19:17     | 16:13        | 17:19             | 16:13  |
| 6.        | OpTic Gaming      | 16:2      | 0:16 4      | 16:13         | 7:16        | 8:16    |              | 16:7              | 3:16  | 8:16      | 4:16         | 16:14             | 16:12  |
| 7.        | Luminosity Gaming | 16:8      | 16:11       | 16:4          | 3:16        | 3:16    | 8:16         |                   | 16:10 | 16:9      | 12:16        | 16:10             | 16:3   |
| 8.        | Rogue             | 12:16     | 10:16       | 16:6          | 6:16        | 8:16    | 7:16         | 16:10             |       | 16:11     | 16:6         | 16:6              | 16:11  |
| 9.        | Renegades         | 3:16      | 9:16        | 16:10         | 19:17       | 9:16    | 16:19        | 19:17             | 16:6  |           | 16:3         | 16:10             | 16:4   |
| 10.       | Ghost Gaming      | 10:16     | 14:16       | 16:11         | 4:16        | 16:14   | 13:16        | 3:16              | 14:16 | 3:16      |              | 8:16              | 16:14  |
| 11.       | CompLexity        | 2:16      | 6:16        | 16:8          | 9:16        | 11:16   | 7:16         | 16:6              | 16:3  | 3:16      | 13:16        |                   | 11:16  |
| 12.       | Splyce            | 16:0 3    | 2:16        | 16:9          | 5:16        | 16:6    | 3:16         | 16:13             | 16:6  | 8:16      | 10:16        | 19:17             |        |

## Asien-Pazifik
In den drei Regionen Australien und Neuseeland (Ozeanien), Ostasien und Südostasien wurden zunächst in Closed Qualifiern die Teilnehmer Asien-Pazifik-Liga bestimmt. Acht Teams kämpften in Folge zwischen 20. April und 22. April 2018 in Sydney um zwei Teilnahmeplätze an den EPL S7-Finals in Dallas.

### Teilnehmer
| Australien-Neuseeland - Order - Tainted Minds - Grayhound Gaming | China - MVP PK - The MongolZ - SZ Absolute 1 | Südostasien - Signature Gaming - B.O.O.T-dream[s]cape |

### Gruppenphase
Gruppe A
| Rang | Team             | S | N | R+ | R- | Diff. | Pkt. |
| ---- | ---------------- | - | - | -- | -- | ----- | ---- |
| 1    | ORDER            | 2 | 0 | 54 | 54 | 0     | 6    |
| 2    | MVP PK           | 2 | 1 | 90 | 74 | +16   | 6    |
| 3    | Signature Gaming | 1 | 2 | 70 | 64 | +6    | 3    |
| 4    | SZ Absolute      | 0 | 2 | 30 | 48 | −18   | 0    |

| Gruppe A Ergebnisse | Gruppe A Ergebnisse | Gruppe A Ergebnisse | Gruppe A Ergebnisse |
| ------------------- | ------------------- | ------------------- | ------------------- |
| MVP PK              | 1                   | 0                   | SZ Absolute         |
| ORDER               | 1                   | 0                   | Signature Gaming    |
| MVP PK              | 1                   | 2                   | ORDER               |
| Signature Gaming    | 2                   | 0                   | SZ Absolute         |
| MVP PK              | 2                   | 0                   | Signature Gaming    |

Gruppe B
| Rang | Team                 | S | N | R+ | R- | Diff. | Pkt. |
| ---- | -------------------- | - | - | -- | -- | ----- | ---- |
| 1    | Tainted Minds        | 2 | 0 | 48 | 24 | +24   | 6    |
| 2    | Grayhound Gaming     | 2 | 1 | 87 | 59 | +28   | 6    |
| 3    | B.O.O.T-dream[S]cape | 1 | 2 | 47 | 78 | −31   | 3    |
| 4    | The MongolZ          | 0 | 2 | 36 | 57 | −21   | 0    |

| Gruppe B Ergebnisse  | Gruppe B Ergebnisse | Gruppe B Ergebnisse | Gruppe B Ergebnisse  |
| -------------------- | ------------------- | ------------------- | -------------------- |
| Grayhound Gaming     | 0                   | 1                   | B.O.O.T-dream[S]cape |
| The MongolZ          | 0                   | 1                   | Tainted Minds        |
| B.O.O.T-dream[S]cape | 0                   | 2                   | Tainted Minds        |
| Grayhound Gaming     | 2                   | 0                   | The MongolZ          |
| B.O.O.T-dream[S]cape | 0                   | 2                   | Grayhound Gaming     |

### K.-o.-Phase
|  | Halbfinale | Halbfinale       | Halbfinale | Halbfinale | Halbfinale |  |  | Finale     | Finale           | Finale | Finale | Finale |
|  |            |                  |            |            |            |  |  |            |                  |        |        |        |
|  |            |                  |            |            |            |  |  |            |                  |        |        |        |
|  | A1         | ORDER            | 11         | 14         | -          |  |  |            |                  |        |        |        |
|  | B2         | Grayhound Gaming | 16         | 16         | -          |  |  |            |                  |        |        |        |
|  |            |                  |            |            |            |  |  | Australien | Grayhound Gaming | 17     | 16     | 10     |
|  |            |                  |            |            |            |  |  | Korea Sud  | MVP PK           | 19     | 3      | 16     |
|  | B1         | Tainted Minds    | 10         | 8          | -          |  |  |            |                  |        |        |        |
|  | A2         | MVP PK           | 16         | 16         | -          |  |  |            |                  |        |        |        |
|  |            |                  |            |            |            |  |  |            |                  |        |        |        |

In der K.-o.-Phase konnten die beiden zweitplatzierten der Gruppenphase klare Siege erringen und ins Finale des Qualifiers aufsteigen, das ihnen bereits den Einzug in die EPL S7 Finals sicherte. Am Ende setzte sich MVP PK auf drei Maps mit 2:1 gegen Grayhound Gaming durch.

### Preisgeldverteilung
| Final Standings | Final Standings          | Final Standings      |
| Platz           | Preisgeld (in US-Dollar) | Team                 |
| --------------- | ------------------------ | -------------------- |
| 1.              | -                        | MVP PK               |
| 2.              | -                        | Grayhound Gaming     |
| 3. – 4.         | 12.000                   | ORDER                |
| 3. – 4.         | 12.000                   | Tainted Minds        |
| 5. – 6.         | 9.500                    | Signature Gaming     |
| 5. – 6.         | 9.500                    | B.O.O.T-dream[S]cape |
| 7. – 8.         | 7.500                    | SZ Absolute          |
| 7. – 8.         | 7.500                    | The MongolZ          |

## Südamerika
In einem Closed Qualifier wurden zunächst die acht teilnehmenden Teams der ESL Latin America League Season 1 bestimmt, die in Folge in einem Round-Robin-Ligasystem mit Best-of-two-Duellen spielten. Die vier besten Teams zogen in die Playoffs ein, die mit Single-Elimination-Duellen im Best-of-three-Format gespielt wurden. Die beiden Finalisten spielen in einem separaten Offline-Duell um die Teilnahme an den EPL S7-Finals.

### Teilnehmer
- Sharks Esports
- W7M Gaming
- Furios Gaming
- Furia eSports
- Team Wild
- Isurus Gaming
- Virtue Gaming 1
- YeaH! Gaming 1

### Liga-Phase
Die Mannschaften spielten jeweils ein Best-of-two-Duell gegeneinander, wobei auf Verlängerungen verzichtet wurde, Unentschieden wurden daher gewertet.

#### Tabelle
| Rang | Team           | Sp. | S | U | N | R+  | R-  | Diff. | Punkte |
| ---- | -------------- | --- | - | - | - | --- | --- | ----- | ------ |
| 01.  | Furia eSports  | 10  | 9 | 0 | 1 | 157 | 72  | +85   | 27     |
| 02.  | Isurus Gaming  | 10  | 8 | 0 | 2 | 140 | 114 | +26   | 24     |
| 03.  | Sharks Esports | 10  | 7 | 0 | 3 | 129 | 87  | +42   | 21     |
| 04.  | W7M Gaming     | 10  | 3 | 0 | 7 | 111 | 129 | −18   | 9      |
| 05.  | Team Wild      | 10  | 2 | 0 | 8 | 81  | 143 | −62   | 6      |
| 06.  | Furios Gaming  | 10  | 1 | 0 | 9 | 76  | 149 | −73   | 3      |
| 7.   | Virtue Gaming  | 8   | 5 | 1 | 2 | 123 | 93  | +30   | 16     |
| 8.   | YeaH! Gaming   | 8   | 5 | 0 | 3 | 108 | 105 | +3    | 15     |

#### Ergebnisse
| LA League | LA League      | Sharks | Furios | W7M   | Furia | Wild  | Isurus | Virtue | YeaH! |
| 1.        | Sharks Esports |        | 16:3   | 16:12 | 6:16  | 16:7  | 6:16   | 16:14  | -     |
| 2.        | Furios Gaming  | 8:16   |        | 8:16  | 7:16  | 4:16  | 8:16   | 1:16   | -     |
| 3.        | W7M Gaming     | 6:16   | 5:16   |       | 10:16 | 16:6  | 7:16   | 15:15  | 12:16 |
| 4.        | Furia eSports  | 16:1   | 16:3   | 16:9  |       | 16:11 | 13:16  | -      | -     |
| 5.        | Team Wild      | 3:16   | 16:11  | 3:16  | 0:16  |       | 8:16   | -      | 9:16  |
| 6.        | Isurus Gaming  | 3:16   | 16:8   | 16:14 | 9:16  | 16:14 |        | -      | 16:3  |
| 7.        | Virtue Gaming  | 16:13  | 16:10  | 16:9  | -     | -     | -      |        | 14:16 |
| 8.        | YeaH! Gaming   | -      | -      | 16:11 | -     | 16:11 | 12:16  | 13:16  |       |

### K.-o.-Phase
Das Halbfinale der Playoff-Phase wurde online gespielt, hier setzten sich Furia eSports und Sharks Esports klar auf je zwei Maps durch und konnten damit den Einzug in das Finale der LA League feiern, welches am 6. Mai in São Paulo stattfand. Das Finale der südamerikanischen Liga wurde im Best-of-five Modus abgehalten, dabei sicherte sich Sharks Esports knappe Siege auf den ersten beiden Maps de_mirage und de_inferno. Furia eSports konnte in Folge klar de_cobblestone für sich entscheiden, auf de_cache sicherte sich Sharks in Folge dann jedoch den Einzug in die EPL S7-Finals.
|  | Halbfinale  | Halbfinale     | Halbfinale     | Halbfinale | Halbfinale |           |               | Finale | Finale        | Finale | Finale | Finale | Finale | Finale |
|  |             |                |                |            |            |           |               |        |               |        |        |        |        |        |
|  | Brasilien   | Furia eSports  | 16             | 16         | -          |           |               |        |               |        |        |        |        |        |
|  | Brasilien   | W7M Gaming     | 10             | 7          | -          |           |               |        |               |        |        |        |        |        |
|  | Brasilien   | W7M Gaming     | 10             | 7          | -          | Brasilien | Furia eSports | 14     | 14            | 16     | 12     | -      |        |        |
|  |             |                |                |            |            | Brasilien | Furia eSports | 14     | 14            | 16     | 12     | -      |        |        |
|  |             | Brasilien      | Sharks Esports | 16         | 16         | 4         | 16            | -      |               |        |        |        |        |        |
|  | Argentinien | Brasilien      | Sharks Esports | 16         | 16         | 4         | 16            | -      | Isurus Gaming | 7      | 6      | -      |        |        |
|  | Argentinien |                |                |            |            |           |               |        | Isurus Gaming | 7      | 6      | -      |        |        |
|  | Brasilien   | Sharks Esports | 16             | 16         | -          |           |               |        |               |        |        |        |        |        |

### Preisgeldverteilung
| Final Standings | Final Standings   | Final Standings |
| Platz           | Preisgeld (in R$) | Team            |
| --------------- | ----------------- | --------------- |
| 1.              | -                 | Sharks Esports  |
| 2.              | 20.000            | Furia eSports   |
| 3. – 4.         | 8.000             | Isurus Gaming   |
| 3. – 4.         | 8.000             | W7M Gaming      |
| 5. – 6.         | 5.000             | Team Wild       |
| 5. – 6.         | 5.000             | Furios Gaming   |

## Finals
Die Finals fanden von 14. Mai bis 20. Mai 2018 im Verizon Theatre in Dallas statt. Es wurde um ein Preisgeld von 750.000 US-Dollar gespielt, zudem war das Turnier Teil des Intel Grand Slams.

### Format
Die Gruppenphase wurde in Form eines Doppel-Elimination-Systems gespielt, wobei die erste Runde im Best-of-one-Modus und alle weiteren Runden im Best-of-three-Modus gespielt wurden. Der Sieger der oberen Turnierhälfte stieg direkt in das Halbfinale der Playoffs auf, welches im K.-o.-System gespielt wurde, der Verlierer war auch für die Playoffs qualifiziert, spielte jedoch im Viertelfinale gegen den Gewinner der unteren Turnierhälfte der anderen Gruppe. Das große Finale der Playoffs wurde im Best-of-five-Modus ausgetragen.

### Teilnehmer
| Europa - mousesports - Ninjas in Pyjamas - Natus Vincere - FaZe Clan - Space Soldiers - Astralis - Heroic 1 | Nordamerika - Team Liquid - NRG eSports - OpTic Gaming - Cloud 9 - Renegades - SK Gaming | Asien-Pazifik - MVP PK - Grayhound Gaming | Südamerika - Sharks Esports |

### Gruppenphase

#### Gruppe A
| Modus #Spiel | Team 1         | – | Team 2         | Ergebnis | Map  |
| BO1 #1       | mousesports    | – | Sharks Esports | 16:10    | inf  |
| BO1 #1       | FaZe Clan      | – | Cloud 9        | 16:3     | cch  |
| BO1 #1       | NRG eSports    | – | Heroic         | 6:16     | mrg  |
| BO1 #1       | Natus Vincere  | – | MVP PK         | 16:7     | mrg  |
| BO3 #1       | mousesports    | – | FaZe Clan      | 14:16    | ovp  |
| BO3 #2       | mousesports    | – | FaZe Clan      | 4:16     | mrg  |
| BO3 #1       | Sharks Esports | – | Cloud 9        | 22:20    | cch  |
| BO3 #2       | Sharks Esports | – | Cloud 9        | 11:16    | mrg  |
| BO3 #3       | Sharks Esports | – | Cloud 9        | 1:16     | inf  |
| BO3 #1       | NRG eSports    | – | MVP PK         | 10:16    | cch  |
| BO3 #2       | NRG eSports    | – | MVP PK         | 16:8     | trn  |
| BO3 #3       | NRG eSports    | – | MVP PK         | 16:2     | mrg  |
| BO3 #1       | Heroic         | – | Natus Vincere  | 16:11    | cch  |
| BO3 #2       | Heroic         | – | Natus Vincere  | 13:16    | ovp  |
| BO3 #3       | Heroic         | – | Natus Vincere  | 16:19    | mrg  |
| BO3 #1       | Heroic         | – | Cloud 9        | 16:11    | mrg  |
| BO3 #2       | Heroic         | – | Cloud 9        | 16:7     | ovp  |
| BO3 #1       | mousesports    | – | NRG eSports    | 16:14    | cch  |
| BO3 #2       | mousesports    | – | NRG eSports    | 16:10    | nuke |
| BO3 #1       | Heroic         | – | mousesports    | 9:16     | cch  |
| BO3 #2       | Heroic         | – | mousesports    | 14:16    | mrg  |
| BO3 #1       | FaZe Clan      | – | Natus Vincere  | 12:16    | mrg  |
| BO3 #2       | FaZe Clan      | – | Natus Vincere  | 12:16    | nuke |

| Viertelfinale | Viertelfinale  | Viertelfinale |     |             | Halbfinale    | Halbfinale | Halbfinale |  |  | Finale | Finale | Finale |
|               |                |               |     |             |               |            |            |  |  |        |        |        |
| EU1           | mousesports    | 1             |     |             |               |            |            |  |  |        |        |        |
| SA1           | Sharks Esports | 0             |     |             |               |            |            |  |  |        |        |        |
|               |                |               | EU1 | mousesports | 0             |            |            |  |  |        |        |        |
|               |                |               |     | EU4         | FaZe Clan     | 2          |            |  |  |        |        |        |
| EU4           | FaZe Clan      | 1             |     |             |               |            |            |  |  |        |        |        |
| NA1           | Cloud 9        | 0             |     |             |               |            |            |  |  |        |        |        |
|               |                |               | EU4 | FaZe Clan   | 0             |            |            |  |  |        |        |        |
|               |                |               |     | EU3         | Natus Vincere | 2          |            |  |  |        |        |        |
| NA2           | NRG eSports    | 0             |     |             |               |            |            |  |  |        |        |        |
| EU7           | Heroic         | 1             |     |             |               |            |            |  |  |        |        |        |
|               |                |               | EU7 | Heroic      | 1             |            |            |  |  |        |        |        |
|               |                |               |     | EU3         | Natus Vincere | 2          |            |  |  |        |        |        |
| EU3           | Natus Vincere  | 1             |     |             |               |            |            |  |  |        |        |        |
| AP1           | MVP PK         | 0             |     |             |               |            |            |  |  |        |        |        |
|               |                |               |     |             |               |            |            |  |  |        |        |        |

| Viertelfinale | Viertelfinale  | Viertelfinale |   |  | Halbfinale | Halbfinale  | Halbfinale |  |     | Finale | Finale | Finale |
|               |                |               |   |  |            |             |            |  |     |        |        |        |
|               |                |               |   |  | EU7        | Heroic      | 2          |  |     |        |        |        |
| SA1           | Sharks Esports | 1             |   |  | NA4        | Cloud 9     | 0          |  |     |        |        |        |
| NA4           | Cloud 9        | 2             |   |  |            |             |            |  |     |        |        |        |
|               |                |               |   |  |            |             |            |  | EU7 | Heroic | 0      |        |
|               | EU1            | mousesports   | 2 |  |            |             |            |  |     |        |        |        |
| NA2           | NRG eSports    | 2             |   |  |            |             |            |  |     |        |        |        |
| AP1           | MVP PK         | 1             |   |  | EU1        | mousesports | 2          |  |     |        |        |        |
|               |                |               |   |  | NA2        | NRG eSports | 0          |  |     |        |        |        |

Das Finalturnier begann mit der Neuauflage des Major-Finales zwischen FaZe und Cloud9, auf de_cache konnte sich das europäische Team klar mit 16:3 durchsetzen, während der Gewinner der europäischen Division einen Favoritensieg gegen Sharks Esports einfahren konnte. Auch die beiden weiteren Auftaktspiele der Gruppenphase gingen an die europäischen Vertreter, Natus Vincere gewann gegen MVP PK, Heroic besiegte den zweitplatzierten der nordamerikanischen Division NRG. In den ersten Best-of-three Spielen des Turniers, überzeugte FaZe gegen mousesports deutlich und setzte sich mit 2:0 durch. Im ersten Spiel der Verlierer, musste Cloud9 über die volle Distanz von drei Maps, um Sharks Esports aus dem Turnier zu werfen. Ein spannendes Duell lieferten sich auch Natus Vincere und Heroic, hier wurde erst auf Map 3 in Verlängerung ein Sieger in Form von Natus Vincere gefunden. Im zweiten Verliererspiel musste das koreanische Team MVP PK als zweites Team das frühe Ausscheiden aus dem Turnier hinnehmen, gegen NRG konnte man zwar einen Sieg auf der ersten Map erringen, musste jedoch klare Niederlagen in den darauffolgenden Maps hinnehmen. Am zweiten Tag des Turniers standen in der Gruppe A die weiteren Spiele der unteren Turnierhälfte an, unter anderem kämpften Heroic und Cloud9 um den Verbleib im Turnier, der europäische Vertreter des Aufeinandertreffens hatte hier das bessere Ende für sich. Auch mousesports musste um den Verbleib bei den EPL S7-Finals kämpfen, gegen NRG gewann das gemischt-europäische Team klar mit 2:0 und zog damit in das Finale der unteren Turnierhälfte ein. Im Finale des unteren Turnierbaums setzte sich am Ende mousesports gegen Heroic mit zwei Siegen auf de_cache (16:9) und de_mirage (16:14) durch. Das Finale der oberen Turnierhälfte war eine überraschend deutliche Angelegenheit zugunsten von Natus Vincere, die gegen den FaZe Clan mit 2:0 siegten.

#### Gruppe B
| Modus #Spiel | Team 1            | – | Team 2            | Ergebnis | Map  |
| BO1 #1       | Team Liquid       | – | Grayhound Gaming  | 16:5     | cch  |
| BO1 #1       | Space Soldiers    | – | Renegades         | 16:7     | inf  |
| BO1 #1       | OpTic Gaming      | – | Astralis          | 3:16     | nuke |
| BO1 #1       | Ninjas in Pyjamas | – | SK Gaming         | 16:19    | inf  |
| BO3 #1       | Grayhound Gaming  | – | Renegades         | 13:16    | ovp  |
| BO3 #2       | Grayhound Gaming  | – | Renegades         | 10:16    | cch  |
| BO3 #1       | OpTic Gaming      | – | Ninjas in Pyjamas | 16:7     | mrg  |
| BO3 #2       | OpTic Gaming      | – | Ninjas in Pyjamas | 16:14    | inf  |
| BO3 #1       | Team Liquid       | – | Space Soldiers    | 16:11    | mrg  |
| BO3 #2       | Team Liquid       | – | Space Soldiers    | 16:7     | inf  |
| BO3 #1       | SK Gaming         | – | Astralis          | 11:16    | inf  |
| BO3 #2       | SK Gaming         | – | Astralis          | 10:16    | ovp  |
| BO3 #1       | Space Soldiers    | – | OpTic Gaming      | 4:16     | inf  |
| BO3 #2       | Space Soldiers    | – | OpTic Gaming      | 5:16     | nuke |
| BO3 #1       | SK Gaming         | – | Renegades         | 16:7     | cch  |
| BO3 #2       | SK Gaming         | – | Renegades         | 16:11    | mrg  |
| BO3 #1       | Team Liquid       | – | Astralis          | 10:16    | nuke |
| BO3 #2       | Team Liquid       | – | Astralis          | 7:16     | inf  |
| BO3 #1       | SK Gaming         | – | OpTic Gaming      | 14:16    | trn  |
| BO3 #2       | SK Gaming         | – | OpTic Gaming      | 16:6     | d2   |
| BO3 #3       | SK Gaming         | – | OpTic Gaming      | 16:13    | inf  |

| Viertelfinale | Viertelfinale     | Viertelfinale |     |             | Halbfinale     | Halbfinale | Halbfinale |  |  | Finale | Finale | Finale |
|               |                   |               |     |             |                |            |            |  |  |        |        |        |
| NA1           | Team Liquid       | 1             |     |             |                |            |            |  |  |        |        |        |
| AP2           | Grayhound Gaming  | 0             |     |             |                |            |            |  |  |        |        |        |
|               |                   |               | NA1 | Team Liquid | 2              |            |            |  |  |        |        |        |
|               |                   |               |     | EU5         | Space Soldiers | 0          |            |  |  |        |        |        |
| EU5           | Space Soldiers    | 1             |     |             |                |            |            |  |  |        |        |        |
| NA5           | Renegades         | 0             |     |             |                |            |            |  |  |        |        |        |
|               |                   |               | NA1 | Team Liquid | 0              |            |            |  |  |        |        |        |
|               |                   |               |     | EU6         | Astralis       | 2          |            |  |  |        |        |        |
| NA3           | OpTic Gaming      | 0             |     |             |                |            |            |  |  |        |        |        |
| EU6           | Astralis          | 1             |     |             |                |            |            |  |  |        |        |        |
|               |                   |               | EU6 | Astralis    | 2              |            |            |  |  |        |        |        |
|               |                   |               |     | NA6         | SK Gaming      | 0          |            |  |  |        |        |        |
| EU2           | Ninjas in Pyjamas | 0             |     |             |                |            |            |  |  |        |        |        |
| NA6           | SK Gaming         | 1             |     |             |                |            |            |  |  |        |        |        |
|               |                   |               |     |             |                |            |            |  |  |        |        |        |

| Viertelfinale | Viertelfinale     | Viertelfinale |   |  | Halbfinale | Halbfinale     | Halbfinale |  |     | Finale    | Finale | Finale |
|               |                   |               |   |  |            |                |            |  |     |           |        |        |
|               |                   |               |   |  | NA6        | SK Gaming      | 2          |  |     |           |        |        |
| AP2           | Grayhound Gaming  | 0             |   |  | NA5        | Renegades      | 0          |  |     |           |        |        |
| NA5           | Renegades         | 2             |   |  |            |                |            |  |     |           |        |        |
|               |                   |               |   |  |            |                |            |  | NA6 | SK Gaming | 2      |        |
|               | NA3               | OpTic Gaming  | 1 |  |            |                |            |  |     |           |        |        |
| NA3           | OpTic Gaming      | 2             |   |  |            |                |            |  |     |           |        |        |
| EU2           | Ninjas in Pyjamas | 0             |   |  | EU5        | Space Soldiers | 0          |  |     |           |        |        |
|               |                   |               |   |  | NA3        | OpTic Gaming   | 2          |  |     |           |        |        |

Auch in Gruppe B, konnten sich zunächst die Favoriten durchsetzen. Die türkischen Space Soldiers gewannen 16:7 gegen Renegades, der Sieger der nordamerikanischen Division Liquid deklassierte Grayhound mit 16:5. Auch Astralis dominierte sein erstes Spiel, gegen OpTic Gaming siegte man auf de_nuke deutlich mit 16:3. Ein spannendes Duell lieferten sich SK Gaming und Ninjas in Pyjamas. Hier setzten sich die Brasilianer in der Verlängerung mit 19:16 durch. Im ersten Eliminationsspiel der Gruppe B, mussten Ninjas in Pyjamas gegen OpTic Gaming eine klare 0:2-Niederlage hinnehmen, ebenso wie Grayhound Gaming im rein australischen Aufeinandertreffen, Renegades und OpTic zogen damit in die nächste Runde der unteren Turnierhälfte ein. In der oberen Turnierhälfte sicherte Team Liquid als erstes Team der Gruppe B einen fixen Teilnahmeplatz an der K.o.-Phase, gegen Space Soldiers gewannen die Nordamerikaner klar mit 2:0, ebenso dominierte das dänische Team Astralis das brasilianische SK Gaming, auch Astralis zog mit 2:0 in das Finale der oberen Turnierhälfte ein. Der dritte Spieltag begann mit den ausstehenden Spielen in der 2. Runde des unteren Turnierbaums in Gruppe B, hier setzten sich SK Gaming und OpTic Gaming jeweils mit 2:0 gegen Renegades und Space Soldiers durch, die damit ausgeschieden sind. Im Finale der oberen Turnierhälfte tat sich das dänische Astralis auf de_nuke und de_inferno als Sieger hervor und zog damit direkt in das Halbfinale der Playoffs ein. Im letzten Spiel der Gruppenphase musste das Spiel über die vollen drei Maps gehen, damit ein Sieger zwischen SK Gaming und OpTic Gaming gefunden wurde. Am Ende setzten sich die favorisierten Brasilianer mit 2:1 durch, nachdem die erste Map bereits verloren wurde.

### Playoffs
| Modus #Spiel | Team 1        | – | Team 2      | Ergebnis | Map  |
| BO3 #1       | Team Liquid   | – | mousesports | 22:20    | mrg  |
| BO3 #2       | Team Liquid   | – | mousesports | 16:4     | d2   |
| BO3 #1       | FaZe Clan     | – | SK Gaming   | 16:13    | ovp  |
| BO3 #2       | FaZe Clan     | – | SK Gaming   | 16:5     | mrg  |
| BO3 #1       | Natus Vincere | – | Team Liquid | 14:16    | d2   |
| BO3 #2       | Natus Vincere | – | Team Liquid | 10:16    | inf  |
| BO3 #1       | Astralis      | – | FaZe Clan   | 16:3     | mrg  |
| BO3 #2       | Astralis      | – | FaZe Clan   | 16:6     | inf  |
| BO5 #1       | Team Liquid   | – | Astralis    | 1:16     | d2   |
| BO5 #2       | Team Liquid   | – | Astralis    | 14:16    | nuke |
| BO5 #3       | Team Liquid   | – | Astralis    | 16:14    | mrg  |
| BO5 #4       | Team Liquid   | – | Astralis    | 10:16    | inf  |

| Viertelfinale | Viertelfinale | Viertelfinale |   |  | Halbfinale | Halbfinale    | Halbfinale |  |    | Finale      | Finale | Finale |
|               |               |               |   |  |            |               |            |  |    |             |        |        |
|               |               |               |   |  | A1         | Natus Vincere | 0          |  |    |             |        |        |
| B2            | Team Liquid   | 2             |   |  | B2         | Team Liquid   | 2          |  |    |             |        |        |
| A3            | mousesports   | 0             |   |  |            |               |            |  |    |             |        |        |
|               |               |               |   |  |            |               |            |  | A1 | Team Liquid | 1      |        |
|               | B2            | Astralis      | 3 |  |            |               |            |  |    |             |        |        |
| A2            | FaZe Clan     | 2             |   |  |            |               |            |  |    |             |        |        |
| B3            | SK Gaming     | 0             |   |  | B1         | Astralis      | 2          |  |    |             |        |        |
|               |               |               |   |  | A2         | FaZe Clan     | 0          |  |    |             |        |        |

Das erste Spiel vor Publikum im Verizon Theatre in Dalls war das Viertelfinale zwischen mousesports und Team Liquid. Der „Map pick“ von mousesports de_mirage stellte die erste Map des Spiels dar, hier wurde in der regulären Spielzeit kein Sieger gefunden, in der zweiten Verlängerung konnte Team Liquid dann die erste Map mit 22:20 für sich entscheiden. Auf de_dust2 stellte sich die Entscheidung dann als klare Angelegenheit heraus, vor heimischen Publikum fixierte Team Liquid mit einem 16:4-Sieg den Einzug in das Halbfinale. Das zweite Viertelfinale war ein Aufeinandertreffen des FaZe Clans und SK Gaming, hier verlief die erste Map auf de_overpass knapp, endete jedoch noch in der regulären Spielzeit mit einem 16:13-Sieg des gemischt-europäischen Teams. Auf der zweiten Map ließ FaZe den Südamerikanern keine Chance, bereits zur Halbzeit war man mit 13:2 in Führung und brauchte dann nur sechs weitere Runden, um mit einem 16:5-Sieg den Einzug in das Semifinale zu fixieren. Das erste Halbfinale des Turniers fand zwischen dem Sieger der Gruppe A – Natus Vincere, und dem heimischen Team Liquid statt. In einem insgesamt spannenden Duell besiegten die Nordamerikaner das ukrainisch-russische Team mit 16:14 auf de_dust2 und 16:10 auf de_inferno und zogen damit in das große Finale ein. Das zweite Halbfinale versprach ein großes Duell zwischen zwei der momentan besten europäischen Teams – Astralis und FaZe, zu werden. Doch das dänische Team rund um ihren „in-game leader“ Lukas „gla1ve“ Rossander dominierte beide Maps nach Belieben. Auf de_mirage dem map-pick von FaZe gewann Astralis mit 16:3, auf de_inferno fixierte man den Finaleinzug schließlich mit 16:6. Im großen Finale galt Astralis nach den überzeugenden Leistungen zuvor als großer Favorit und auf der ersten Map de_dust2 wurden die Dänen dem Favoritenstatus mehr als gerecht und holte den ersten Map-Punkt mit einem 16:1-Sieg. So einseitig verliefen die weiteren Maps in Folge nicht mehr, vor heimischen Publikum hatte Team Liquid den Europäern in Folge mehr entgegenzusetzen, musste die zweite Map de_nuke zwar auch 14:16 abgeben, holte auf de_mirage jedoch mit 16:14 den Anschlusspunkt, der erste Mapverlust der Dänen im Laufe des Turniers. Auf de_inferno fiel dann jedoch die Entscheidung und Astralis holte sich mit einem 16:10 den Finalsieg.

### Preisgeldverteilung
| Final Standings | Final Standings          | Final Standings   |
| Platz           | Preisgeld (in US-Dollar) | Team              |
| --------------- | ------------------------ | ----------------- |
| 1.              | 250.000                  | Astralis          |
| 2.              | 110.000                  | Team Liquid       |
| 3. – 4.         | 55.000                   | FaZe Clan         |
| 3. – 4.         | 55.000                   | Natus Vincere     |
| 5. – 6.         | 32.000                   | mousesports       |
| 5. – 6.         | 32.000                   | SK Gaming         |
| 7. – 8.         | 24.000                   | Heroic            |
| 7. – 8.         | 24.000                   | OpTic Gaming      |
| 9. – 12.        | 22.000                   | NRG eSports       |
| 9. – 12.        | 22.000                   | Cloud 9           |
| 9. – 12.        | 22.000                   | Renegades         |
| 9. – 12.        | 22.000                   | Space Soldiers    |
| 13. – 16.       | 20.000                   | Sharks Esports    |
| 13. – 16.       | 20.000                   | MVP PK            |
| 13. – 16.       | 20.000                   | Ninjas in Pyjamas |
| 13. – 16.       | 20.000                   | Grayhound Gaming  |

## Berichterstattung
Die EPL Season 7 war das erste Event der ESL, welches mit dem neuen Streaming-Partner Facebook ausgetragen wurde, zusätzlich konnten die Spiele über die offizielle Homepage der ESL gesehen werden. Die Community nahm die Veränderung nicht gut auf und wechselte auf Twitch-Streams in anderen Sprachen, die teilweise mehr als doppelt soviel Zuschauer hatten. Der englische Stream der Finals in Dallas hatte die schlechtesten Zuschauerzahlen der letzten Jahre.

### Europa
- Moderator:  Alex „Machine“ Richardson
- Experte:  Chad „SPUNJ“ Burchill
- Experte:  Janko „YNk“ Paunovic
- Kommentatoren (1. Stream):  Henry „HenryG“ Greer,  Matthew „Sadokist“ Trivett 1
- Kommentatoren (2. Stream):  Hugo Byron,  Jack „Jacky“ Peters,  Alex „Snodz“ Byfield

### Nordamerika
- Moderator:  Tres „Stunna“ Saranthus
- Experte:  Jacob „Pimp“ Winneche
- Experte:  Halvor „Vendetta“ Gulestøl
- Kommentatoren (1. Stream):  Harry „JustHarry“ Russell,  Jason „Moses“ O’Toole
- Kommentatoren (2. Stream):  Danny „dK“ Kim,  Jordan „Elfishguy“ Mays,  Kevin „KaRath“ Zhu,  Mitch „Pili“ Pilipowski

### Asien-Pazifik
- Moderator:  Ben „SandMan“ Green
- Experte:  Iain „SnypeR“ Turner
- Experte:  Mohammed „MoeycQ“ Tizani
- Kommentatoren:  Kevin „KaRath“ Zhu,  Jordan „Elfishguy“ Mays,  Mathew „Judge“ Brand,  Tim „Brainstorm“ Dunne,  Stuart „sonic“ Rayner

### Südamerika
- Kommentatoren:  Bernardo „BiDa“ Moura,  Otávio „bczz“ Boccuzzi,  Luis Felipe „savage“ Hessel,  Pablo „xrm“ Oliveira,  Ricardo „qeP“ Fugi

### Finals
- Bühnen-Moderator:  Alex „Goldenboy“ Mendez
- Moderator:  Alex „Machine“ Richardson
- Reporter:  Tres „Stunna“ Saranthus
- Experte:  Chad „SPUNJ“ Burchill
- Experte:  Janko „YNk“ Paunovic
- Experte:  Jacob „Pimp“ Winneche
- Kommentatoren:  Henry „HenryG“ Greer,  Harry „JustHarry“ Russell
- Kommentatoren:  Jordan „Elfishguy“ Mays,  Jason „Moses“ O’Toole
- Observer:  Heather „sapphiRe“ Garozzo,  Alex „Rushly“ Rush

## Relegation
Sowohl die Finals der ESEA Season 27: Premier Division als auch die Relegation der ESL Pro League Season 7 wurden vom 9. Mai bis 10. Mai 2018 offline in den ESL-Studios in Leicester ausgetragen.

### Playoffs der ESEA Season 27: Premier Division
| Name         | ESEA Season 27: Premier Division – Europe | ESEA Season 27: Premier Division – North America |
| ------------ | ----------------------------------------- | ------------------------------------------------ |
| Veranstalter | E-Sports Entertainment Association        | E-Sports Entertainment Association               |
| Zeit         | 22. Jänner – 5. Mai 2018                  | 23. Jänner – 29. März 2018                       |
| Sieger       | BIG                                       | eUnited                                          |
| Finalist     | Windigo Gaming                            | Swole Patrol                                     |
| Dritter      | Team Spirit                               | Torqued                                          |

Team Spirit und Torqued belegten jeweils den dritten Platz und qualifizierten sich damit direkt für die EPL S7-Relegation. In der europäischen Division kämpfte BIG um den erneuten Wiedereinzug in die EPL nachdem sie in der EPL S6 abgestiegen sind. Gegen das bulgarische Team Windigo Gaming setzten sich die Deutschen auf drei Maps mit 2:1 durch und sicherten sich damit den direkten Wiederaufstieg in die EPL S8. In der nordamerikanischen Division setzte sich eUnited ebenfalls mit 2:1 gegen Swole Patrol durch.

### EPL-Relegation

#### Teilnehmer
| Europa - Team EnVyUs - AGO Gaming - Windigo Gaming - Team Spirit | Nordamerika - compLexity - Splyce - Swole Patrol - Torqued |

#### EU-Relegation
|  | Halbfinale | Halbfinale     | Halbfinale | Halbfinale | Halbfinale |  |  | Qualifikationsspiel | Qualifikationsspiel | Qualifikationsspiel | Qualifikationsspiel | Qualifikationsspiel |
|  |            |                |            |            |            |  |  |                     |                     |                     |                     |                     |
|  |            |                |            |            |            |  |  |                     |                     |                     |                     |                     |
|  | Frankreich | Team EnVyUs    | 7          | 16         | 16         |  |  |                     |                     |                     |                     |                     |
|  | Russland   | Team Spirit    | 16         | 10         | 9          |  |  |                     |                     |                     |                     |                     |
|  |            |                |            |            |            |  |  | Frankreich          | Team EnVyUs         | 4                   | 10                  | -                   |
|  |            |                |            |            |            |  |  | Polen               | AGO Gaming          | 16                  | 16                  | -                   |
|  | Polen      | AGO Gaming     | 16         | 16         | -          |  |  |                     |                     |                     |                     |                     |
|  | Bulgarien  | Windigo Gaming | 11         | 11         | -          |  |  |                     |                     |                     |                     |                     |
|  |            |                |            |            |            |  |  |                     |                     |                     |                     |                     |

|  | Eliminierungsmatch | Eliminierungsmatch | Eliminierungsmatch | Eliminierungsmatch | Eliminierungsmatch |  |  | Qualifikationsspiel | Qualifikationsspiel | Qualifikationsspiel | Qualifikationsspiel | Qualifikationsspiel |
|  |                    |                    |                    |                    |                    |  |  |                     |                     |                     |                     |                     |
|  |                    |                    |                    |                    |                    |  |  | Frankreich          | Team EnVyUs         | 16                  | 11                  | 5                   |
|  | Russland           | Team Spirit        | 8                  | 8                  | -                  |  |  | Bulgarien           | Windigo Gaming      | 4                   | 16                  | 16                  |
|  | Bulgarien          | Windigo Gaming     | 16                 | 16                 | -                  |  |  |                     |                     |                     |                     |                     |

Nachdem die beiden Relegationsteilnehmer aus der EPL S7 den Einzug in das Qualifikationsspiel erreichten, spielten EnVyUs und AGO um den direkten Qualifikationsplatz für die EPL S8. Das polnische Team von AGO konnte dabei klar in zwei Maps das Spiel für sich entscheiden und sicherte sich damit den Verbleib in der EPL. Das bulgarische Team Windigo Gaming konnte sich im Spiel der Verlierer zunächst gegen Team Spirit durchsetzen, sowie im Qualifikationsspiel des Verliererasts des Turnierbaums ebenfalls gegen Team EnVyUs gewinnen.

#### NA-Relegation
|  | Halbfinale         | Halbfinale   | Halbfinale | Halbfinale | Halbfinale |  |  | Qualifikationsspiel | Qualifikationsspiel | Qualifikationsspiel | Qualifikationsspiel | Qualifikationsspiel |
|  |                    |              |            |            |            |  |  |                     |                     |                     |                     |                     |
|  |                    |              |            |            |            |  |  |                     |                     |                     |                     |                     |
|  | Vereinte Nationen  | compLexity   | 22         | 16         | -          |  |  |                     |                     |                     |                     |                     |
|  | Vereinigte Staaten | Torqued      | 20         | 8          | -          |  |  |                     |                     |                     |                     |                     |
|  |                    |              |            |            |            |  |  | Vereinte Nationen   | compLexity          | 16                  | 16                  | -                   |
|  |                    |              |            |            |            |  |  | Vereinigte Staaten  | Splyce              | 11                  | 7                   | -                   |
|  | Vereinigte Staaten | Splyce       | 16         | 16         | -          |  |  |                     |                     |                     |                     |                     |
|  | Vereinigte Staaten | Swole Patrol | 3          | 10         | -          |  |  |                     |                     |                     |                     |                     |
|  |                    |              |            |            |            |  |  |                     |                     |                     |                     |                     |

|  | Eliminierungsmatch | Eliminierungsmatch | Eliminierungsmatch | Eliminierungsmatch | Eliminierungsmatch |  |  | Qualifikationsspiel | Qualifikationsspiel | Qualifikationsspiel | Qualifikationsspiel | Qualifikationsspiel |
|  |                    |                    |                    |                    |                    |  |  |                     |                     |                     |                     |                     |
|  |                    |                    |                    |                    |                    |  |  | Vereinigte Staaten  | Splyce              | 16                  | 17                  | 16                  |
|  | Vereinigte Staaten | Torqued            | 11                 | 9                  | -                  |  |  | Vereinigte Staaten  | Swole Patrol        | 10                  | 19                  | 10                  |
|  | Vereinigte Staaten | Swole Patrol       | 16                 | 16                 | -                  |  |  |                     |                     |                     |                     |                     |

Auch in der nordamerikanischen Division konnten die beiden Relegationsteilnehmer aus der EPL S7 die ersten Siege für sich verbuchen, compLexity setzte sich im ersten Qualifikationsspiel klar auf zwei Maps gegen Splyce durch und sicherte sich damit die Teilnahme an der EPL S8. Im Spiel der Verlierer setzte sich zunächst Swole Patrol gegen Torqued durch, konnten gegen Splyce aber nicht bestehen, damit bleiben die ehemaligen Spieler von Splyce in der EPL.

## Trivia
Der „Active duty mappool“ wurde im Laufe der Saison geändert, Valve ersetzte de_cobblestone durch die neu überarbeitete Version von de_dust2. Während die gesamte Liga-Saison mit de_cobblestone gespielt wurde, gab ESL bekannt, dass das Finale bereits mit de_dust2 gespielt werden wird.